# Wilhelm Wahlforss
Wilhelm Wahlforss, född 25 september 1891 i Helsingfors, död 20 juni 1969 i Nagu, var en finländsk industriman.

## Barndom och utbildning
Wahlforss föddes den 25 juni 1891 i Helsingfors till föräldrarna Henrik Alfred Wahlforss och Emilia Elisabeth Långhjelm. Wahlforss blev student från Svenska Normallyceum år 1911. Han studerade därefter till maskiningenjör vid Tekniska Högskolan och utexaminerades år 1916. 
Under inbördeskriget ledde Wilhelm Wahlforss skyddskåren och hans trupper deltog i de röda truppernas utrensning i västra Nyland. Hans trupp sägs ha avrättat tiotals rödgardister. Efter kriget åkte Wahlforss på studieresor, först till USA år 1919 och sedan till England år 1926.

## Karriär
År 1916 arbetade Wahlforss som ritare på Nobels vapenfabriker i Petrograd. Åren 1916-1917 var han maskinverkstadsingenjör på Åbo Jernmanufaktur Aktiebolag. Efter detta tog Wahlforss an rollerna som teknisk direktör på Fiskars Ab åren 1917-1919 och på Åbo Jernmanufaktur Aktiebolag åren 1919-1921. Därefter var han VD för Lehtoniemi Oy åren från 1921 till 1925 och för Oy Sofia Zweygberg Ab från 1925 till 1926. Arbetet som VD fortsatte och Wahlforss vad VD för Ab Wärtsilä Oy år 1926-1938 och Wärtsiläkoncernen Ab:s generaldirektör 1938-1961. Som styrelseordförande för Oy Wärtsilä Ab satt Wilhelm Wahlforss från år 1939 till 1969.
Wahlforss fick sina sporrar som en hårdhänt sanerare inom maskinverkstadsindustrin. Ab Wärtsilä Oy var en medelstor järnfabrik i kommunen Värtsilä, som Wahlforss sanerade från ett förlustbringande företag till ett som gick rejält på vinst under den värsta lågkonjunkturen i början av 1930-talet. År 1935 skedde årtiondets industriaffär, då Wärtsiläkoncernen bildades. Detta var en följd av att Maskin- och Brobyggnads Aktiebolag sålde en majoritetsandel av sina aktier till Wärtsilä. Fyra företag gick då ihop och bildade Wärtsiläkoncernen: Wärtsilä, Maskin- och Brobyggnads Aktiebolag, Sandvikens varv och Crichton-Vulcans varv. År 1938 hade koncernen 6000 arbetstagare och efter andra världskriget hade siffran ökat till 11 000. Wärtsilä hade en viktig roll i betalningen av krigsskadestånd eftersom fabrikerna producerade över 40 % av alla metallindustrins krigsskadeståndsprodukter.  
Wilhelm Wahlforss satt på en hel del makt efter kriget i slutet av 1940-talet och början av 1950-talet. Han förhandlade om krigsskadestånd med Sovjetunionen och var även med i fredskonferensen i Paris år 1947. I handelsförhandlingarna med Sovjetunionen deltog Wahlforss tills år 1954. Wahlforss deltog i politiken lite i bakgrunden och genom att som SFP:s representant fungera som ledamot i köpingsfullmäktige i Esbo i ett och ett halvt års tid. 
År 1941 tilldelades Wilhelm Wahlforss titeln bergsråd och några år senare, år 1949, blev han teknologie hedersdoktor vid Tekniska högskolan.
Vid julen 1966 beställde Wärtsiläkoncernen en räddningskryssare i Harmaja-klass från sitt eget båtvarv i Vasa, för att fira Wahlforss 75-årsdag. Kryssaren blev färdig till sommaren 1968, fick namnet Wilhelm Wahlforss, donerades till Sjöräddningssällskapet och fördes till Kotka. Fartyget användes i 40 år innan det togs ur bruk.

## Privatliv
År 1917 gifte Wahlforss sig med Siri Johanna Wrede, vars föräldrar var friherre Carolus Wrede och Siri Söderhjelm. Paret fick två barn: Christel (1918-1990) och Susanna (senare Barner-Rasmussen, 1921-2008). Christel gifte sig med ekonom Georg Wilhelm Rosenlew (f. 1907) och från år 1953 ägde de Paddais gård i Sagu.  
Wahlforss var en föreningsaktiv person. Under sin studietid var han aktiv inom Teknologföreningen. Därefter blev han medlem och ordförande i De Äldres Råd. Wahlforss bidrog också stort till att Teknologföreningen fick en egen tomt och ett hus i Otnäs, tack vare hans förhandlingsförmåga och kontakter. 
År 1963 köpte Wilhelm och Siri Wahlforss Högsar gård i Nagu. Gården hade tidigare ägts av lantbruksrådet Knut Schauman och hans änka Dagny Schauman. Gården var cirka 740 hektar stor. Wilhelm Wahlforss avled på gården 1969, vid 77 års ålder.

## Utmärkelser
- Titeln bergsråd 1941
- Teknologie hedersdoktor vid Tekniska Högskolan 1949